# Unión por Córdoba
Unión por Córdoba (UxC o UpC) fue una confederación de partidos políticos de la provincia de Córdoba (Argentina) desde la elección gubernativa del 20 de diciembre de 1998 hasta marzo de 2019. Su conformación partidaria inicial incluyó al Partido Justicialista (tendencia peronista), a la Unión del Centro Democrático (tendencia liberal), a la Acción para el Cambio (ApeC) (tendencia desarrollista) y al Partido Demócrata Cristiano (tendencia conservadora). Al momento de su disolución, en marzo de 2019, también integraban esta alianza el Partido Fe, el Movimiento de Integración y Desarrollo (MID), la Unión Vecinal Federal (UVF) y el Partido Liberal Republicano.
Su líder en el periodo 1998-2018 fue José Manuel de la Sota (1949-2018).
En 2019 ha sido reemplazada por "Hacemos por Córdoba", incorporando nuevos socios de centroizquierda, ampliando así la cantidad de miembros y su alcance ideológico (el Partido Socialista, el Partido GEN, el Partido Intransigente  y el Partido de la Concertación FORJA).

## Historia electoral
- 20/12/1998 elección para gobernador y vice

| Fórmula                | Partido/Alianza      | Votos   | Porcentaje |
| ---------------------- | -------------------- | ------- | ---------- |
| De la Sota - Kammerath | Unión por Córdoba    | 793.916 | 49,59%     |
| Mestre - Abella        | Unión Cívica Radical | 615.578 | 40,47%     |

- 08/06/2003 elección para gobernador y vice

| Fórmula                 | Partido/Alianza      | Votos   | Porcentaje |
| ----------------------- | -------------------- | ------- | ---------- |
| De la Sota - Schiaretti | Unión por Córdoba    | 819.902 | 51,84%     |
| Aguad - Rins            | Unión Cívica Radical | 588.932 | 37,23%     |

- 02/09/2007 elección para gobernador y vice

| Fórmula              | Partido/Alianza      | Votos   | Porcentaje |
| -------------------- | -------------------- | ------- | ---------- |
| Schiaretti - Campana | Unión por Córdoba/PJ | 582.973 | 37,17%     |
| Juez - Rins          | Frente Cívico        | 565.239 | 36,04%     |
| Negri - Abella       | Unión Cívica Radical | 347.698 | 22,17%     |

- 07/08/2011 Elección para Gobernador y Vice

| Fórmula             | Partido/Alianza      | Votos   | Porcentaje |
| ------------------- | -------------------- | ------- | ---------- |
| De la Sota - Pregno | Unión por Córdoba    | 747.110 | 42,61%     |
| Juez - Gatica       | Frente Cívico        | 517.181 | 29,49%     |
| Aguad - Roulet      | Unión Cívica Radical | 402.311 | 22,94%     |

- 05/07/2015 Elección para Gobernador y Vice

| Fórmula                   | Partido/Alianza    | Votos   | Porcentaje |
| ------------------------- | ------------------ | ------- | ---------- |
| Schiaretti - Llaryora     | Unión por Córdoba  | 745.240 | 39,99%     |
| Aguad - Baldassi          | Juntos por Córdoba | 628.806 | 33,75%     |
| Accastello - Buenaventura | Córdoba Podemos    | 319.942 | 17,17%     |

## Representantes en el Congreso Nacional
Senadores Nacional
| Retrato | Senador                 | Provincia | Inicio     | Final      |
| ------- | ----------------------- | --------- | ---------- | ---------- |
|         | Caserío, Carlos Alberto | Córdoba   | 10/12/2015 | 10/12/2021 |

Diputados Nacionales
| Retrato | Diputado                   | Provincia | Inicio     | Final      |
| ------- | -------------------------- | --------- | ---------- | ---------- |
|         | Brügge, Juan Fernando      | Córdoba   | 10/12/2015 | 10/12/2019 |
|         | Cassinerio, Paulo Leonardo | Córdoba   | 10/12/2017 | 10/12/2021 |
|         | Llaryora, Martín Miguel    | Córdoba   | 10/12/2017 | 10/12/2021 |
|         | Nazario, Adriana Mónica    | Córdoba   | 10/12/2015 | 10/12/2019 |
|         | Vigo, Alejandra María      | Córdoba   | 10/12/2017 | 10/12/2021 |